# De Victorie
De Victorie was een Nederlandse komedieserie die in 1994 door de VARA werd uitgezonden. De serie werd geschreven door Chiem van Houweninge en de serie was de opvolger van de in 1993 gestopte serie Zeg 'ns AAA. De serie is gebaseerd op de Vlaamse sitcom FC de Kampioenen.

## Rolverdeling
| Personage                                  | Acteur/actrice      |
| ------------------------------------------ | ------------------- |
| Manus Bakker                               | John Leddy          |
| Nel Bakker-Pellegrim                       | Carry Tefsen        |
| Fraukje Bakker                             | Marjolein Macrander |
| Max Kortrijk                               | Michiel Kerbosch    |
| Moemba Burgundawa                          | Silvio Ferrero      |
| Anton Pellegrim                            | Pieter Lutz         |
| Joop van de Molen                          | Hans Boskamp        |
| Annelien Kortrijk-Van Zuylen Thoe Beusekom | Adriënne Kleiweg    |
| Piet                                       | Dieter Jansen       |

## Seizoenen
| Seizoen | Uitzenddatum               | Aantal |
| ------- | -------------------------- | ------ |
| 1       | 5 maart 1994 - 28 mei 1994 | 12     |

### Afleveringen
| Aflevering | Titel              | Uitzenddatum  |
| ---------- | ------------------ | ------------- |
| 1          | Illegaal           | 5 maart 1994  |
| 2          | Gadokie            | 12 maart 1994 |
| 3          | De held            | 19 maart 1994 |
| 4          | Schot voor de boeg | 26 maart 1994 |
| 5          | De sjiek           | 2 april 1994  |
| 6          | Donderspeech       | 9 april 1994  |
| 7          | Sponsorleed        | 16 april 1994 |
| 8          | Talentenjacht      | 23 april 1994 |
| 9          | Over de rooie      | 7 mei 1994    |
| 10         | Wilky Williams     | 14 mei 1994   |
| 11         | Uit de getrokken   | 21 mei 1994   |
| 12         | Chantage           | 28 mei 1994   |